# Mango (cantante)
Giuseppe Mango, detto Pino e noto semplicemente come Mango (Lagonegro, 6 novembre 1954 – Policoro, 8 dicembre 2014), è stato un cantautore italiano.
Noto per la sua particolare tecnica vocale da alcuni definita "semi-falsetto", al suo stile che fonde pop e rock con sonorità folk e world music è stato attribuito il termine di "pop mediterraneo". Il critico musicale Mario Luzzatto Fegiz ha definito Mango un «autentico innovatore della musica leggera italiana».
Dopo un esordio di scarso successo, ha ottenuto popolarità con il brano Oro (1984) e raggiunto l'apice con altri successi come Lei verrà (1986), Bella d'estate (1987), Come Monna Lisa (1990) e Mediterraneo (1992). Nella fase seguente della carriera ha continuato a ottenere riscontri positivi con i brani Amore per te (1999), La rondine (2002), Ti porto in Africa (2004) e Chissà se nevica (2007). Nell'arco della sua attività ha venduto 6 milioni di dischi. Mango ha anche scritto brani per artisti come Mietta, Loredana Bertè, Patty Pravo, Loretta Goggi, Scialpi e Andrea Bocelli, molti dei quali in collaborazione con il fratello Armando, con cui ha condiviso gran parte della sua carriera.

## Biografia

### Inizi
Nato a Lagonegro, in provincia di Potenza, è ultimogenito di Antonio, muratore, e Filomena, casalinga, e ha tre fratelli e una sorella (Giovanni, Angela, Michele e Armando). Trascorre un breve periodo dell'infanzia a Milano, prima di fare ritorno al paese natìo con la famiglia. La sua vocazione canora è precoce: intorno all'età di 6 anni fa già parte di una cover band assieme al fratello maggiore Michele. Inizialmente i suoi gusti musicali sono orientati verso il soul e l'hard rock, generi totalmente diversi da quelli che anni dopo decreteranno il suo successo. I suoi artisti preferiti sono Aretha Franklin, Otis Redding, Led Zeppelin e Deep Purple; successivamente ascolta anche Sting, Prince, AC/DC e soprattutto Peter Gabriel, che eserciterà una forte influenza sul suo stile. In età giovanile Mango non è interessato alla musica italiana e interpreta «al massimo qualche brano di Battisti». Conseguito il diploma di geometra, si iscrive alla facoltà di sociologia presso l'Università di Salerno, senza portare gli studi a compimento.

### Anni settanta

Mango negli anni settanta

Nel 1975 Mango, assieme a suo fratello Armando, si reca a Roma nel tentativo di diventare un musicista professionista. In attesa di sostenere l'esame alla SIAE, conosce Renato Zero, il quale, dopo aver ascoltato le sue canzoni, lo presenta a Franco Migliacci, produttore della RCA Italiana. Sotto la guida di Silvano D'Auria, il primo a notare le sue potenzialità e già collaboratore di Riccardo Cocciante, Mango incide per la RCA l'album La mia ragazza è un gran caldo, pubblicato nell'ottobre del 1976. Il sound del disco, legato al cantautorato pop del tempo e lontano dallo stile che lo renderà celebre negli anni a venire, suscita interesse da parte di alcuni interpreti della musica leggera italiana.
I brani Per te che mi apri l'universo e Tu pioggia io mattino attirano l'attenzione di Patty Pravo, che li reinterpreta nell'album Tanto, seppur cambiando il titolo di Tu pioggia io mattino in Per amarti d'amore. Anche Mia Martini è attratta dalle melodie di Mango e incide una propria versione di Se mi sfiori, nell'album Che vuoi che sia... se t'ho aspettato tanto.
Nel 1977 Mango compare nel programma Passo 16, diretto da Ruggero Miti e condotto da Renato Zero, interpretando il brano Indiscutibilmente mia, rinominato in seguito Su questa terra solo mia e contenuto nel suo disco d'esordio. Nello stesso anno incide su 45 giri, per la casa discografica Numero Uno, due brani: Fili d'aria e Quasi amore, mai inseriti in nessun album. L'anno dopo viene inciso un nuovo 45 giri con altre due canzoni: Una danza e Non aspettarmi. Nel 1979 pubblica Arlecchino da cui spicca Sentirti, incisa anche da Patty Pravo e successivamente da Mietta.

### Anni ottanta

#### La consacrazione conOro

Mango a L'Orecchiocchio (1982)

Nel 1982 esce per la Fonit Cetra È pericoloso sporgersi. Dalle sonorità più rock rispetto ai precedenti lavori, l'album contiene Nero e blu, spesso canzone d'apertura dei suoi concerti per diversi anni, reinterpretata in seguito da Scialpi, per il quale Mango compone anche i brani L'Io e l'Es e Hallelujah. Benché i primi dischi abbiano una certa visibilità, non ottengono il successo sperato né tanto spazio in radio e televisione.
Nel 1983 Mango presenta alla Fonit un provino che, però, non riceve attenzione e viene lasciato in giacenza. L'artista, già deluso dagli scarsi risultati dei primi tre dischi (a detta di Mango, venduti complessivamente in trecento copie), è intenzionato ad abbandonare la musica e riprendere gli studi universitari. Mogol, giunto negli studi della Fonit per sistemare gli archivi, scopre il provino e, colpito positivamente, desidera incontrare il cantante. Mara Maionchi, appena entrata in Fonit in qualità di direttrice artistica, contatta Mango, il quale, dopo ripetuti rifiuti e sempre più deciso ad abbandonare l'attività, accetta infine di incontrare il paroliere.
Il provino contiene un brano dal titolo Mama Voodoo, il cui testo è opera del fratello Armando. Mogol decide di riscriverne le parole, e nasce così Oro che, pubblicato su 45 giri nell'anno successivo, ottiene un grande successo, al punto da diventare il brano più emblematico dell'artista. L'incontro con Mogol, nonché il contributo di Alberto Salerno in veste di produttore artistico e paroliere, saranno determinanti per rilanciare la carriera di Mango.

#### Ingresso a Sanremo

Eros Ramazzotti, Mango, Tracy Spencer e Lena Biolcati premiati a Vota la voce 1986

Nel 1985 partecipa al Festival di Sanremo nella categoria "Nuove proposte" con la canzone Il viaggio, ottenendo il premio della critica, pur senza qualificarsi per la finale; il brano è inserito in Australia, l'album che introduce Mango al grande pubblico, in cui l'artista incomincia a elaborare un proprio stile contaminato da sonorità world. Nello stesso anno scrive e produce tutte le canzoni di Tempo di Blues, album d'esordio di Laura Valente, che sarà la sua compagna per tutta la vita.
Nel 1986 si ripresenta al Festival di Sanremo, portando quattro canzoni: tre come autore e una come interprete-autore. Scrive con Alberto Salerno la sigla d'apertura del Festival sanremese, Io nascerò (cantata da Loretta Goggi e incisa per la prima volta da Mango nella raccolta del 1999 Visto così); inoltre è autore del brano Re, con cui Loredana Bertè si esibisce per la prima volta sul palco dell'Ariston (destando il famoso scandalo per la performance in versione pre-maman) e di Nessun dolore, scritto per Anna Bussotti e presentato nella sezione "Nuove proposte". 

Mango ad Azzurro 1987

Come interprete partecipa nella categoria "Big" con Lei verrà che, nonostante si classifichi al 14º posto, diventa ben presto una delle canzoni più rappresentative della sua discografia. Il brano viene inserito nell'album Odissea, in cui risalta anche un'altra composizione: La rosa dell'inverno. Odissea conquista il disco d'oro e vede la partecipazione del tastierista Brian Auger, figura di spicco del rock anni sessanta e settanta. Sempre in quell'anno Mango vince il Telegatto come rivelazione dell'anno.
Partecipa, nel 1987, di nuovo al Festival di Sanremo con il pezzo Dal cuore in poi, classificatosi diciottesimo. Nello stesso anno pubblica l'album Adesso, che contiene il già citato Dal cuore in poi assieme a uno dei suoi brani più famosi: Bella d'estate, scritto con Lucio Dalla. L'album conquista dischi d'oro e platino e viene pubblicato anche al di fuori dei confini nazionali, ottenendo notevoli riscontri specialmente in Spagna, dove si colloca ai vertici delle classifiche; si decide, così, di pubblicare l'album in lingua spagnola con il nome di Ahora, da cui viene estratto il singolo Flor de Verano (versione ispanica di Bella d'estate), che raggiunge il primo posto nella classifica spagnola Los 40 Principales il 30 aprile 1988.
Nel 1988 pubblica Inseguendo l'aquila, accompagnato dal 45 giri Ferro e fuoco. L'album conquista il disco d'oro e viene pubblicato nello stesso anno in Spagna con il titolo Hierro y fuego.

### Anni novanta

Mango dal vivo negli anni novanta

Nel 1990 Mango pubblica Sirtaki, il suo album più venduto. Prima dell'uscita del disco partecipa al Festival di Sanremo con Tu... sì che, nella stessa edizione, viene anche interpretato dal cantautore britannico Leo Sayer con il titolo The moth and the flame. Il brano e i più noti Nella mia città e Come Monna Lisa contribuiscono al successo dell'album, che raggiunge la cifra di 510 000 copie vendute in Italia e ottiene anche il premio Vela d'oro a Riva del Garda. Anche di questo disco viene pubblicata la versione omonima in spagnolo nel 1991. Nello stesso anno il cantautore scrive tre brani per Mietta, inclusi nell'album Volano le pagine: Oltre te, Soli mai, E no (cosa sei).

Mango al Festival di Sanremo 1990

L'album Come l'acqua del 1992 conferma il successo di Mango nell'ambito del pop mediterraneo; è proprio Mediterraneo il singolo che ne fa da traino, ancora con i testi di Mogol. Le copie vendute saranno 450 000.
Nel 1994 cambia casa discografica: la EMI pubblica Mango, nel quale spicca la canzone Giulietta, scritta assieme a Pasquale Panella. L'album venderà 250 mila copie.
Nel 1995 esce Dove vai..., il primo album live di Mango, registrato a Bologna e contenente due inediti: Dove vai, presentato al Festival di Sanremo e premiato come miglior arrangiamento e Sospiro.
Nel 1997 l'artista ritorna alla Fonit Cetra, pubblicando Credo, che vende complessivamente 150 000 copie. Per realizzare quest'album, Mango si avvale di artisti internazionali come Mel Gaynor (batterista dei Simple Minds) e David Rhodes (chitarrista di Peter Gabriel).
Il 1998 vede Mango partecipare ancora a Sanremo dove, insieme a Zenîma, presenta il brano Luce, che raggiunge il 6º posto in classifica.
Nel 1999 avviene nuovamente un cambio di casa discografica e con la WEA viene pubblicata la prima e unica raccolta ufficiale: Visto così, contenente due inediti composti con il fratello Armando e con Pasquale Panella: Amore per te e Non dormire più. L'album si rivela un grande successo commerciale con 500 000 copie vendute.

### Anni duemila

#### Musica e attività letteraria
Nel 2000 scrive per Mietta Fare l'amore, presentato al Festival di Sanremo di quell'anno, mentre nel 2002 pubblica Disincanto. Grande successo ottiene il brano La rondine e anche la title track Disincanto; da segnalare inoltre la reinterpretazione di Michelle dei Beatles, eseguita a sei voci. Disincanto vende 250 000 copie. L'album segna l'ultima collaborazione dei fratelli Mango, che interromperanno definitivamente i loro rapporti.
Nel 2004, con il disco Ti porto in Africa, le sonorità tipicamente mediterranee vengono mescolate ad arrangiamenti rock, alla ricerca di nuovi suoni e altre sperimentazioni musicali. Ti porto in Africa si aggiudica il disco di platino e vende oltre 100 000 copie. Nello stesso anno pubblica un primo libro di poesie, intitolato Nel malamente mondo non ti trovo, edito dalle Edizioni Pendragon e distribuito dalla Chiaroscuro, contenente 54 liriche e alcune particolari illustrazioni fotografiche.
Nel 2005 Mango firma un nuovo contratto con la Sony BMG e pubblica l'album Ti amo così, disco d'oro, dove nel brano Il dicembre degli aranci duetta con la moglie Laura Valente; durante le sessioni di registrazione dell'album si avvale della partecipazione del batterista Ian Thomas (Mick Jagger, Elton John). Nel disco reinterpreta anche una celebre canzone napoletana: I' te vurria vasa'. Nel 2007 il cantautore partecipa al Festival di Sanremo col brano Chissà se nevica, duettando nella terza serata anche con Laura Valente e classificandosi al 5º posto. In contemporanea con il singolo sanremese pubblica l'album L'albero delle fate, disco d'oro, e il secondo volume di poesie Di quanto stupore, distribuito da Chiaroscuro-Edizioni Pendragon.
Nel 2008 duetta con i Neri per Caso nella reinterpretazione del suo famoso brano Bella d'estate. Il 19 settembre 2008 esce l'album di cover Acchiappanuvole, titolo tratto da un verso della canzone Ragazzo mio di Luigi Tenco del 1964. Il nuovo lavoro viene anticipato dal singolo La stagione dell'amore, cantata assieme al suo autore Franco Battiato. Il disco vede anche la collaborazione di Claudio Baglioni, con il quale Mango duetta in Amore Bello. Acchiappanuvole è certificato disco di platino.
Nell'aprile 2009 Mango partecipa all'incisione del brano Domani 21/04.2009 di Mauro Pagani, i cui proventi sono devoluti alle popolazioni colpite dal terremoto dell'Aquila.

#### Gli ultimi lavori

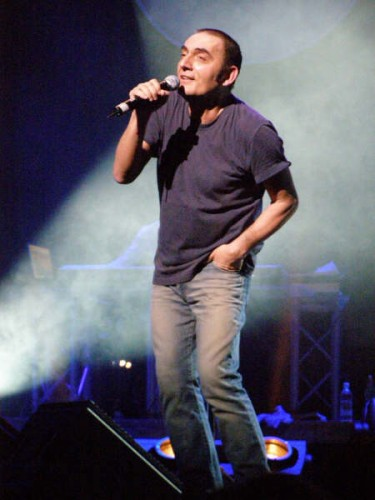
Mango in concerto a Udine nel 2009

Dal 28 agosto 2009 è in rotazione sulle radio nazionali il singolo Contro tutti i pronostici, che anticipa l'uscita del doppio cd live Gli amori son finestre, edito dalla Sony Music e pubblicato il 18 settembre. Il brano, che è uno dei due inediti, è scritto dal gruppo rock Rei Momo, guest star in alcuni concerti del Acchiappanuvole Tour. L'altro inedito, E poi di nuovo la notte, è composto dallo stesso Mango. Gli amori son finestre è il titolo dell'omonima poesia recitata da Flavio Insinna e composta dal cantautore.
Nello stesso anno partecipa alla realizzazione dell'album Q.P.G.A. di Claudio Baglioni, cantando il brano Io ti prendo come mia sposa, e collabora al disco De La Buena Onda del chitarrista Flavio Sala, cantando Volver, una canzone di Carlos Gardel.
Il 24 maggio 2011 esce il suo ventesimo lavoro, La terra degli aquiloni, preceduto dal singolo La sposa, canzone scritta con Pasquale Panella. A Luglio l'album riceve il Premio Lunezia per le qualità musical-letterarie. Nel giorno dell'uscita del nuovo singolo il sito ufficiale si aggiorna e nasce la prima pagina ufficiale su Facebook. L'album vede la collaborazione di Pasquale Panella in tre canzoni e di Maurizio Fabrizio e Guido Morra nella canzone di chiusura Il rifugio, oltre a due cover come Volver di Carlos Gardel e Starlight di The Supermen Lovers.
Nell'aprile 2013 Mango scrive insieme a Carlo De Bei e Cinzia Farolfi la canzone Voce senza voce interpretata da Mario Nunziante, ex concorrente di Amici, e partecipa anche ai cori del brano.
L'ultimo album è L'amore è invisibile (2014), su etichetta Columbia Sony Music. Nel disco vi sono tre inediti e riletture di musicisti come Sting, U2, Fabrizio De André, Beatles, Pino Daniele, Lucio Battisti e una canzone della tradizione sarda intitolata No potho reposare, interpretata assieme a Maria Giovanna Cherchi.

### Morte
La sera del 7 dicembre 2014 il cantautore partecipa alla manifestazione di beneficenza "Solidarietà e integrazione: insieme costruiremo un mondo a colori", organizzata dalla ONLUS "World of Colors" e tenutasi al Palaercole di Policoro, in provincia di Matera. Durante l'evento, in favore dei bambini della Guinea Bissau e a cui partecipano anche personalità come Franco Fasano, Metis Di Meo e Dino Paradiso, Mango sale sul palco a mezzanotte, esibendosi per l'occasione davanti a quattromila persone. Durante l'esecuzione di Oro, uno dei suoi pezzi più celebri, accusa un malore e, scusandosi col pubblico, interrompe l'esibizione. Portato nel retropalco, le condizioni appaiono subito gravi e, malgrado gli immediati soccorsi, l'artista muore prima di raggiungere l’ospedale per un attacco cardiaco fulminante, all'età di 60 anni.
Il 9 dicembre il fratello maggiore Giovanni si sente male durante la veglia funebre, probabilmente anch'egli per un infarto o per un episodio cardiaco da stress; l'uomo, settantacinquenne, muore poco dopo l'arrivo in ospedale. Gli altri fratelli, Armando e Michele, giunti in ospedale per visitare Giovanni, anch'essi accusano un malore e vengono ricoverati ma dimessi senza conseguenze.
Il funerale del cantautore viene svolto dal vescovo Francescantonio Nolè il 10 dicembre nella concattedrale di Lagonegro. Alla funzione partecipano le autorità cittadine, il presidente della regione Basilicata Marcello Pittella, Mogol, Franz Di Cioccio e Franco Mussida della PFM, Maurizio Fabrizio, i discografici della Sony, gli amici delle radio, tra cui Paola Gallo di Radio Italia, e una grande folla di cittadini. Nel primo pomeriggio dello stesso giorno si svolgono anche i funerali del fratello Giovanni, nella chiesa di San Giuseppe. Il cantautore è sepolto nel suo paese natale, dove era tornato a vivere da diversi anni.
A quasi cinque anni dalla morte, il 22 novembre 2019 viene pubblicato il cofanetto Tutto l'amore che conta davvero, che contiene i maggiori successi, collaborazioni artistiche, reinterpretazioni e altri brani meno noti del cantautore.

## Vita privata
Nel 2004 ha sposato Laura Valente, nota per essere stata la seconda cantante dei Matia Bazar, dopo una relazione iniziata  nel 1983. La coppia aveva già avuto due figli prima del matrimonio: Filippo, batterista, nato nel 1995, e Angelina, cantautrice, nata nel 2001; entrambi hanno collaborato con il padre sia in studio sia dal vivo.
Benché non fosse un artista politicamente impegnato, nel 2003 ha partecipato in prima linea alle proteste contro il decreto del governo Berlusconi sullo smaltimento delle scorie nucleari a Scanzano Jonico, nel Metapontino, che hanno poi indotto l'esecutivo a fare marcia indietro.

## Discografia

### Album in studio
- 1976 – La mia ragazza è un gran caldo
- 1979 – Arlecchino
- 1982 – È pericoloso sporgersi
- 1985 – Australia
- 1986 – Odissea
- 1987 – Adesso
- 1988 – Inseguendo l'aquila
- 1990 – Sirtaki
- 1992 – Come l'acqua
- 1994 – Mango
- 1998 – Credo
- 2002 – Disincanto
- 2004 – Ti porto in Africa
- 2005 – Ti amo così
- 2007 – L'albero delle fate
- 2011 – La terra degli aquiloni

### Album cover
- 2008 – Acchiappanuvole
- 2014 – L'amore è invisibile

### Album dal vivo
- 1995 – Dove vai...
- 2009 – Gli amori son finestre

### Raccolte
- 1999 – Visto così
- 2019 – Tutto l'amore che conta davvero

## Autore per altri artisti
| Artista         | Canzone                       | Anno | Album                                                                     |
| --------------- | ----------------------------- | ---- | ------------------------------------------------------------------------- |
| Mia Martini     | Se mi sfiori...               | 1976 | Che vuoi che sia... se t'ho aspettato tanto                               |
| Patty Pravo     | Per amarti d'amore            | 1976 | Tanto                                                                     |
| Patty Pravo     | Per te che mi apri l'universo | 1976 | Tanto                                                                     |
| Patty Pravo     | Sentirti                      | 1978 | Miss Italia                                                               |
| Patty Pravo     | Goodbye my love               | 1986 | provino (inciso live nell'album Live Arena di Verona - Sold Out del 2009) |
| Scialpi         | L'Io e l'Es                   | 1983 | Es-tensioni                                                               |
| Scialpi         | Hallelujah                    | 1983 | Es-tensioni                                                               |
| Laura Valente   | (intero album)                | 1985 | Tempo di Blues (LP)                                                       |
| Anna Bussotti   | Nessun dolore                 | 1986 | Nessun dolore/Ay ay ay ay                                                 |
| Loredana Bertè  | Re                            | 1986 | Fotografando... i miei successi                                           |
| Loredana Bertè  | Fotografando                  | 1986 | Fotografando... i miei successi                                           |
| Loretta Goggi   | Io nascerò                    | 1986 | C'è poesia                                                                |
| Loretta Goggi   | C'è poesia                    | 1986 | C'è poesia                                                                |
| Loretta Goggi   | La notte                      | 1987 | C'è poesia due                                                            |
| Laura Valente   | Blu notturno                  | 1988 | singolo                                                                   |
| Andrea Mirò     | Non è segreto                 | 1988 | singolo                                                                   |
| Mietta          | E no (Cosa sei)               | 1991 | Volano le pagine                                                          |
| Mietta          | Soli mai                      | 1991 | Volano le pagine                                                          |
| Mietta          | Oltre te                      | 1991 | Volano le pagine                                                          |
| Mietta          | Fare l'amore                  | 2000 | Tutto o niente                                                            |
| Mietta          | Per esempio… per amore        | 2003 | Per esempio... per amore                                                  |
| Mietta          | Abbracciati e vivi            | 2003 | Per esempio... per amore                                                  |
| Gloria Bonaveri | Joe                           | 1996 | Gloria                                                                    |
| Dennis Fantina  | Se non con te                 | 2002 | Dennis                                                                    |
| Dennis Fantina  | Non è il cuore                | 2002 | Dennis                                                                    |
| Andrea Bocelli  | L'attesa                      | 2004 | Andrea                                                                    |
| Helena Hellwig  | Di luna morirei               | 2006 | Di luna morirei (CD Single)                                               |
| Helena Hellwig  | Geranio                       | 2006 | Di luna morirei (CD Single)                                               |
| Zois            | Stella contraria              | 2015 | Zois                                                                      |

## Duetti
- Con Loretta Goggi: Lei verrà (album C'è poesia, 1986).
- Con Loretta Goggi: La rosa dell'inverno (album C'è poesia due, 1987).
- Con Zenîma: Luce (album Credo + Luce, 1998).
- Con Mariella Nava: Il mio punto di vista (album Così è la vita, 1999).
- Con Lucio Dalla: Forse che si, forse che no (album Ti porto in Africa, 2004).
- Con Laura Valente: Il dicembre degli aranci (album Ti amo così, 2005).
- Con Laura Valente: Chissà se nevica (singolo Dentro me ti scrivo, 2007).
- Con Franco Battiato: La stagione dell'amore (album Acchiappanuvole, 2008).
- Con Claudio Baglioni: Amore bello (album Acchiappanuvole, 2008).
- Con i Neri per Caso: Bella d'estate (album Angoli diversi, 2008).
- Con Claudio Baglioni e Laura Valente: Io ti prendo come mia sposa (album Q.P.G.A., 2009).
- Con Flavio Sala: Volver (album De la buena onda, 2009).
- Con Maria Giovanna Cherchi: Non potho reposare (album L'amore è invisibile, 2014).
- Con gli Zois: Oro (singolo, 2015) - postumo.

## Libri
- Nel malamente mondo non ti trovo. Pendragon-Chiaroscuro, 2004. Raccolta di poesie.
- Di quanto stupore. Pendragon-Chiaroscuro, 2007. Raccolta di poesie.
- Tutte le poesie. Pendragon, 2015. Raccolta di poesie. (postuma).

## Partecipazioni a manifestazioni canore

### Festival di Sanremo
- Festival di Sanremo 1985 - Il viaggio - Sezione giovani (NF)
- Festival di Sanremo 1986 - Lei verrà - Sezione campioni (14º posto)
- Festival di Sanremo 1987 - Dal cuore in poi - Sezione campioni (18º posto)
- Festival di Sanremo 1990 - Tu… sì - Sezione campioni (7º posto)
- Festival di Sanremo 1995 - Dove vai… - Sezione campioni (11º posto)
- Festival di Sanremo 1998 - Luce - Sezione campioni (6º posto)
- Festival di Sanremo 2007 - Chissà se nevica - Sezione campioni (5º posto).